# Antikörper
Antikörper è un film del 2005 diretto da Christian Alvart.

## Trama
Dopo la cattura di un violento serial killer, un poliziotto proveniente da una piccola città della Germania rurale viene incaricato di interrogarlo per fargli confessare gli omicidi. Invece lo scontro dei due personaggi totalmente opposti scuote le convinzioni del poliziotto, trasformandolo in una pericolosa minaccia per le persone intorno a lui.